# Зародження мінералів
Зародження мінералів (рос. зарождение минералов, англ. generation of minerals, нім. die Entstehung f der Minerale) – багаторазова поява зародків мінералів, причиною яких є механічні домішки, що потрапляють на поверхню кристалів, які ростуть. Ці домішки стають центром кристалізації нових зароджень. У природних умовах зародження мінералів може відбуватись або в суспендованому стані або на якомусь субстраті.

## ЗАРОДЖЕННЯ БАГАТОКРАТНЕ
ЗАРОДЖЕННЯ БАГАТОКРАТНЕ, (рос. зарождение многократное, англ. repeated generation, нім. vielfach Entstehung) – виникнення зародків мінералів не тільки на початку процесу, а й у певні моменти його розвитку.

## ЗАРОДЖЕННЯ ВИМУШЕНЕ
ЗАРОДЖЕННЯ ВИМУШЕНЕ, (рос. зарождение принудительное, англ. forced generation, нім. die Zwangsentstehung, zwangsläufig Entstehung) – зародження кристалів у переохолодженому чи перенасиченому розчині (розплаві) внаслідок введення затравки (кристалів тієї самої речовини).

## ЗАРОДЖЕННЯ МИМОВІЛЬНЕ
ЗАРОДЖЕННЯ МИМОВІЛЬНЕ, (рос. зарождение самопроизвольное, англ. spontaneous generation, нім. spontane Entstehung) – зародження мінералів, що починається з виникненням зародкового кристалу, для будови якого досить сотень молекул речовин.

## Дотичні терміни
- Зародок мінералу